# آندي نيمان
آندي نيمان (بالإنجليزية: Andy Nyman)‏ (و. 1966  م) هو كاتب سيناريو، وممثل أفلام، وساحر استعراضي، وممثل تلفزي بريطاني، ولد في ليستر.

## التعليم
تعلم في مدرسة جيلدهول
.

## وصلات خارجية
- آندي نيمان على موقع IMDb (الإنجليزية)
- آندي نيمان على موقع ألو سيني (الفرنسية)
- آندي نيمان على موقع ميوزك برينز (الإنجليزية)
- آندي نيمان على موقع أول موفي (الإنجليزية)
- آندي نيمان على موقع قاعدة بيانات الأفلام السويدية (السويدية)
- آندي نيمان على موقع قاعدة بيانات الفيلم (الإنجليزية)
- آندي نيمان على موقع كينوبويسك (الروسية)